# Laggan (Civil Parish)

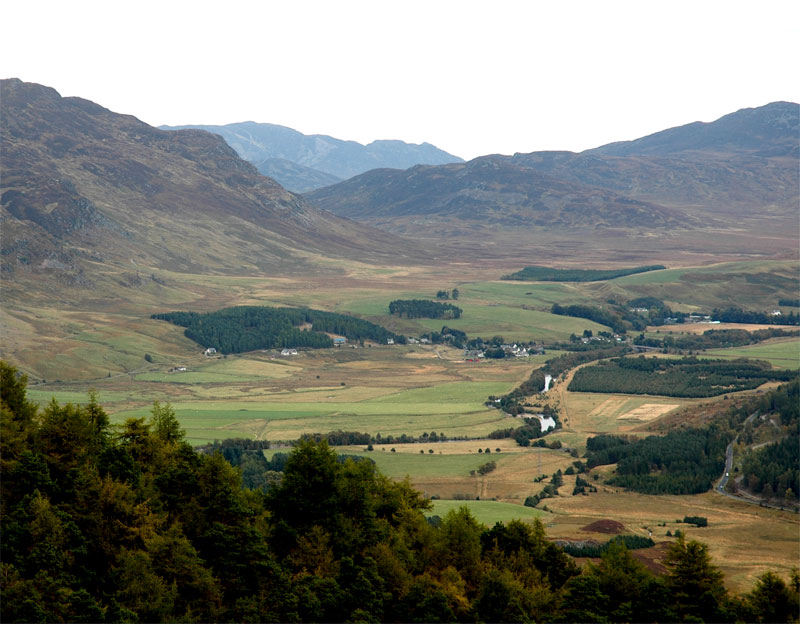
Blick auf die Ortschaft Laggan

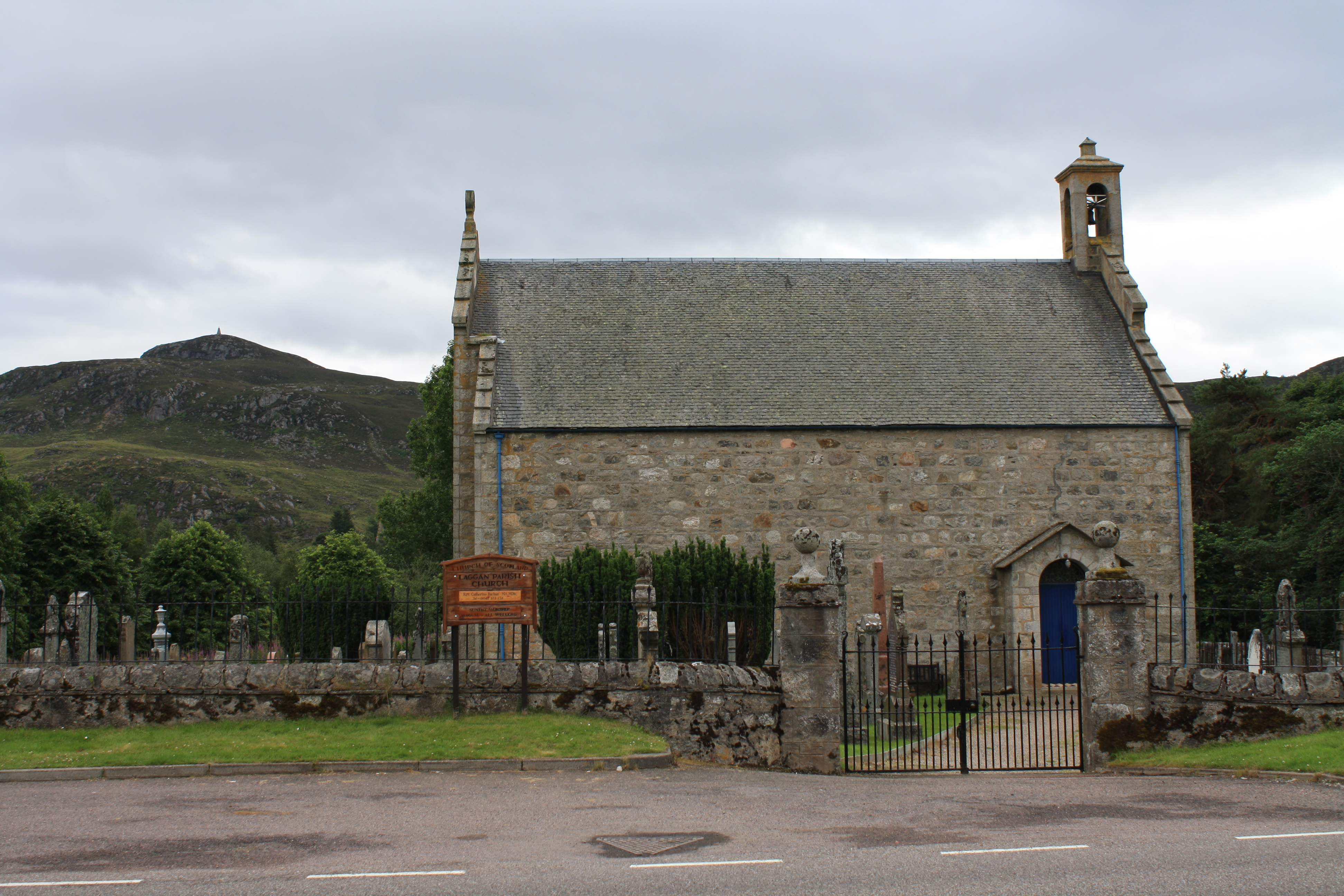
Die alte Pfarrkirche von Laggan

Laggan ist eine historische Verwaltungseinheit (Civil Parish) im Norden von Schottland. Vom Typ her handelt es sich um eine Gemeinde. Sie lag südlich von Inverness in der heutigen Region Highland. In Bezug auf die traditionellen Grafschaften zählte Laggan zu Inverness-shire. Sechs weitere Civil Parishes waren angrenzend: Blair Atholl, Boleskine and Abertarff, Fortingall, Kilmonivaig, Kingussie and Insh sowie Moy and Dalarossie.
Das Gebiet des Civil Parishes liegt im ländlichen Raum und hat eine grob rechteckige Form. Es lässt sich in drei Teile gliedern: Im Norden verläuft der Oberlauf des Flusses Spey, in der Mitte der River Pattack mitsamt dem Loch Laggan und im Süden große Teile des Loch Erichts. Die zwischen ihnen liegenden Gebiete sind gebirgig und dünn besiedelt.
Wichtigste Ortschaft ist das namensgebende Laggan, zu den weiteren zählen Aberarder, Balgowan, Blargie, Catlodge, Kinloch Laggan und Melgarve. 
Aus dem Civil Parish ging Ende des 20. Jahrhunderts die Community Council Area Laggan hervor.